# Protolampra brunneicollis
Protolampra brunneicollis là một loài bướm đêm thuộc họ Noctuidae. Nó được tìm thấy ở miền đông Bắc Mỹ from New Brunswick to Alberta ở miền nam Canada, và in Hoa Kỳ from Maine tới North Carolina và Tennessee phía tây đến Mississippi, phía bắc đến Minnesota, with scattered records ở phía tây từ North Dakota, South Dakota và Montana.
Sải cánh dài khoảng 35 mm. Con trưởng thành bay từ tháng 6 đến tháng 9. Mỗi năm loài này có thể có hai thế hệ.
Ấu trùng ăn một loạt các loại cây thân gỗ và thân thảo, cây mọc thấp, như cây việt quất, clover, dandelion, sweet-fern, và cây thuốc lá. Ấu trùng sống dưới lá Vaccinium, Taraxacum officinale và Comptonia peregrina.

## Hình ảnh

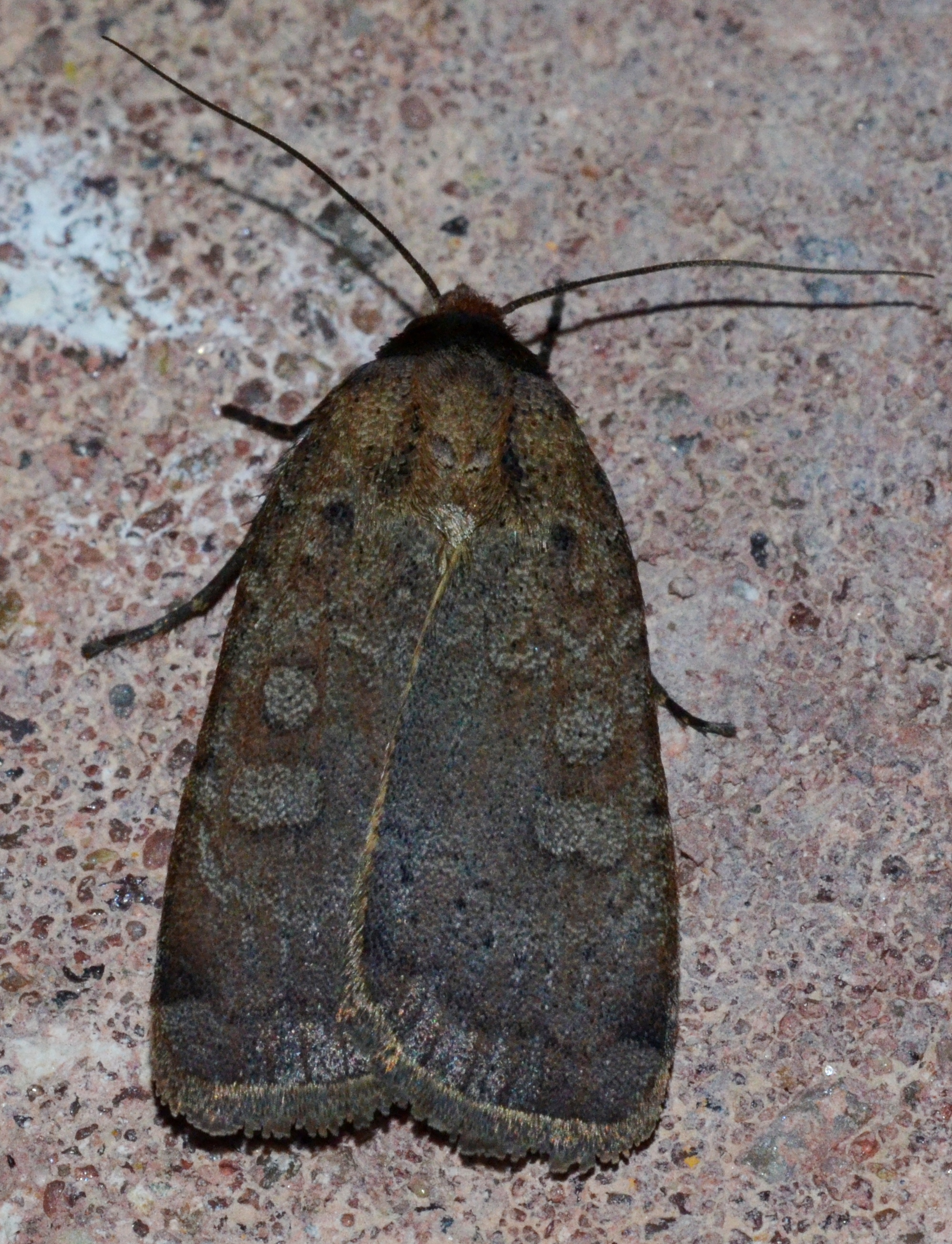
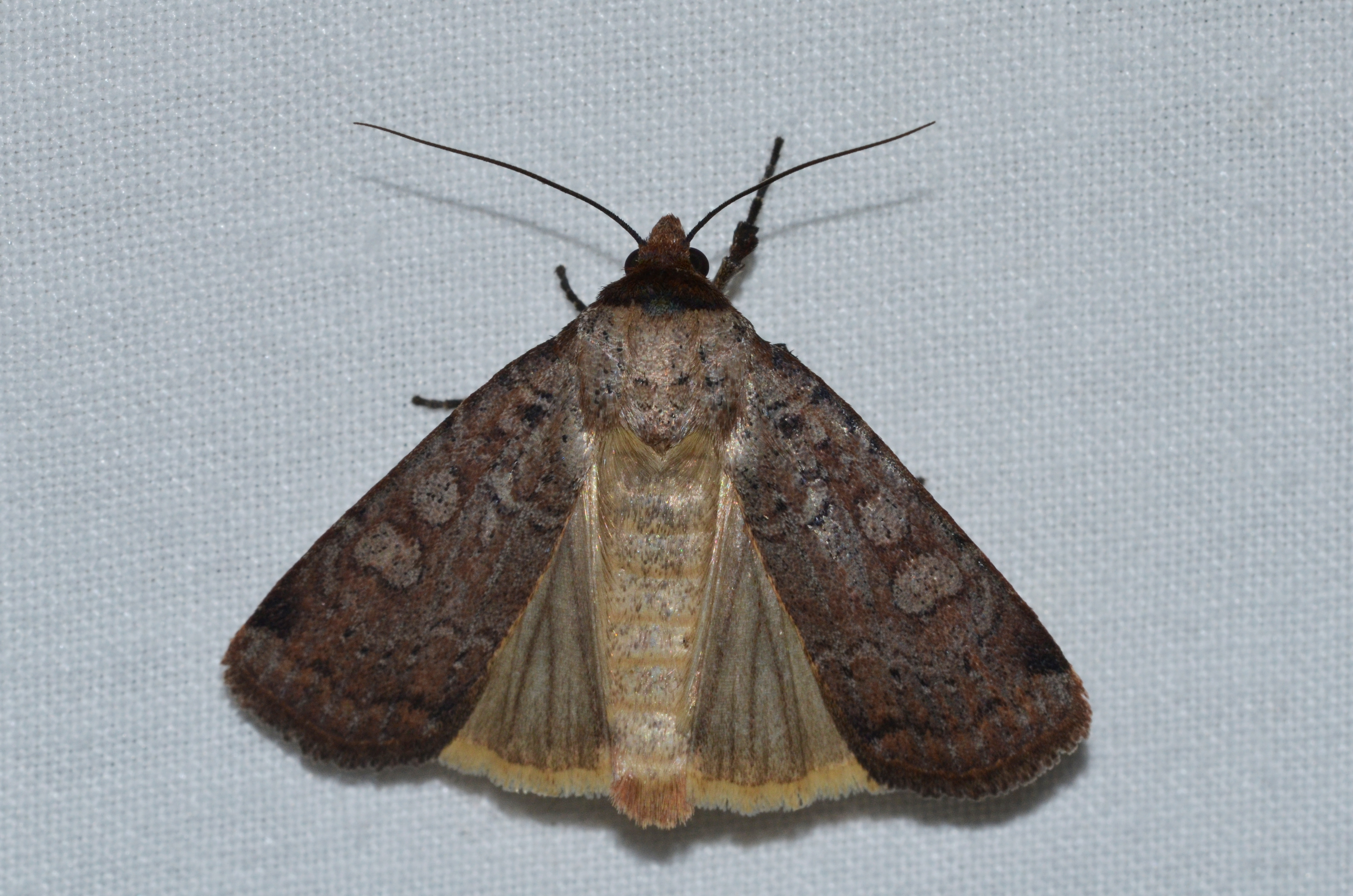
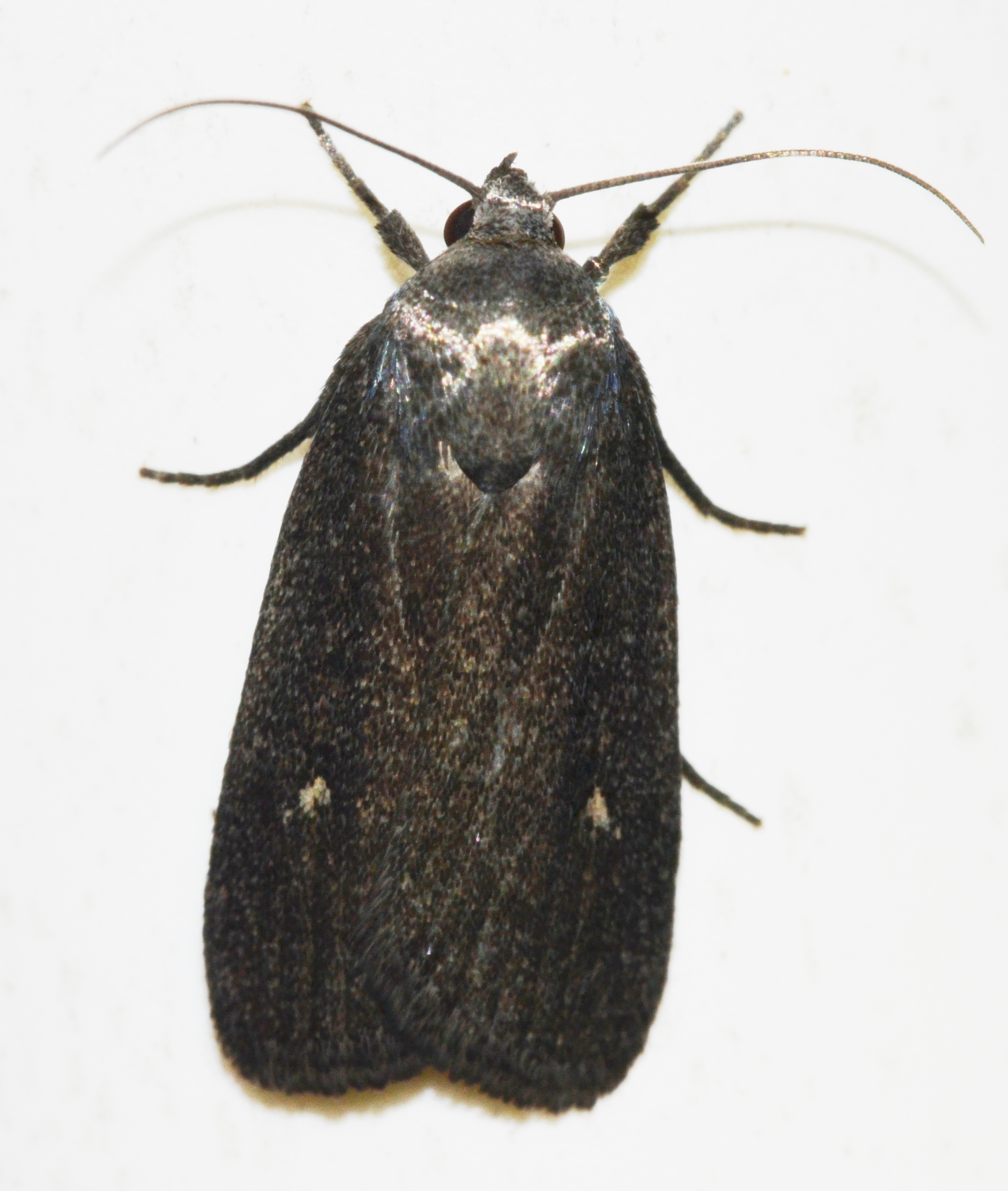